# Ivan Iakovlev
Ivan Iakovlev (russo:  Иван Геннадьевич Яковлев; IPA: [ɪˈvan ˈjakəvlʲɪf]; 17 de abril de 1995) é um voleibolista russo.

## Carreira
Jogador do Voleibolni Klub Zenit São Petersburgo, clube da Rússia, Iakovlev integrou a equipe de voleibol do Comitê Olímpico Russo nos Jogos Olímpicos de Verão de 2020 em Tóquio, quando conquistou a medalha de prata após confronto com a equipe francesa na final.

### Seleção
- Liga das Nações de Vôlei: 2019